# Играчи (филм)
Играчи (енгл. Players) америчка је романтична комедија и 2024. Режију потписује Триш Си, по сценарију Вита Андерсона, док главне улоге тумаче Џина Родригез, Дејмон Вејанс Млађи и Том Елис. Филм је 14. фебруара 2024. приказао Netflix.

## Радња
Спортска новинарка у Њујорку, права заводница, неочекивано се заљуби у мушкарца с којим је требала имати само авантуру.

## Улоге
| Глумац              | Улога    |
| ------------------- | -------- |
| Џина Родригез       | Макензи  |
| Дејмон Вејанс Млађи | Адам     |
| Том Елис            | Ник      |
| Огастус Пру         | Бранаган |
| Џоел Кортни         | Литл     |
| Лајза Коши          | Ешли     |
| Его Нводим          | Клер     |
| Марин Хинкле        | Карен    |
| Брок О’Херн         | Брејди   |